# 계백 (드라마)
《계백》은 2011년 7월 25일부터 2011년 11월 22일까지 방송한 백제의 장군 계백을 조명한 문화방송 월화 드라마이다.

## 등장인물

### 주인공
- 이서진↔이현우 : 계백 역

### 주요 인물
- 조재현↔노영학↔최원홍 : 의자왕 역
- 오연수 : 사택비 역
- 송지효↔박은빈↔전민서 : 은고 역

### 백제 왕실
- 최종환 : 무왕 역
- 신은정 : 선화황후 역 , 무왕의 정비이자 의자왕의 생모이며 진평왕의 셋째 딸이다
- 진태현↔서영주↔남다름 : 교기 역

### 계백 관련 인물
- 전노민 : 성충 역
- 김유석 : 흥수 역
- 윤다훈 : 독개 역
- 고윤후↔이풍운 : 대수 역
- 장희웅↔이찬호 : 용수 역
- 조경훈 : 백파 역
- 윤원석 : 포득 역
- 김유진 : 열배 역

### 무왕 관련 인물
- 정성모 : 윤충 역
- 최재호 : 의직 역
- 김동희 : 은상 역
- 김진호 : 왕효린 역
- 서범식 : 사걸 역

### 의자왕 관련 인물
- 김진성 : 부여태 역
- 임현식 : 연문진 역
- 한지우 : 연태연 역
- 정기성 : 연태견 역
- 순동운 : 진국 역
- 이병식 : 협종 역
- 정한헌 : 백은 역
- 최범호 : 사택천복 역
- 채희재 : 초랭이 역
- 이태경 : 신녀 천단향 역

### 사택비 관련 인물
- 김병기 : 사택적덕 역 : 사택비의 아버지. 상좌평
- 안길강 : 귀운 역 : 위제단의 1인자
- 조상기 : 남조 역 : 위제단의 2인자
- 김중기 : 기미 역 : 사택비와 교기의 참모. 내좌평
- 김용헌 : 해수 역 : 무왕 대의 장수. 좌평
- 류제희 : 효소 역 : 사택비의 시녀
- 박유환 : 북조 역 : 위제단의 일원. 막내

### 은고 관련 인물
- 권용운 : 천돌 역
- 효민↔한보배 : 초영 역
- 이한위 : 임자 역
- 오지영 : 정화 역
- 최란 : 영묘 역
- 신윤환 : 부여효 역

### 무진 관련 인물
- 차인표 : 무진 역 : 계백의 아버지 (특별 출연)
- 정소영 : 명주 역 : 계백의 어머니 (특별 출연)
- 김혜선 : 을녀 역 : 문근의 친어머니. 계백의 양어머니 (특별 출연)
- 김현성↔이민호 : 문근 역 : 계백의 의붓형

### 신라 세력들
- 이동규 : 태종무열왕 (특별 출연)
- 박주형 : 문무왕 (특별 출연)
- 이종구 : 김서현 (특별 출연)
- 전진기 : 알천 (특별 출연)
- 박성웅 : 김유신 (특별 출연)
- 강철성 : 동타천 (특별 출연)

### 고구려 세력들
- 고인범 : 연개소문

### 그외 사람들
- 염철호 : 철두 역
- 임치우 : 부장 역
- 장태민 : 유혹남 역
- 주석태 : 자간 역
- 전헌태 : 사비성 문지기 역
- 김진호 : 조정좌평 역
- 홍승범
- 김태종 : 관아관리 역
- 전해룡

## 일화
- 교기역의 진태현이 2011년 8월 21일 진태현 낙마사고에 목과 척추 부상 "전치4주 진단 받고도 투혼 발휘"[1][2]
- 의자왕역의 조재현이 2011년 9월 6일 조재현 다리 부상 '근육 파열에도 투혼 발휘' ‘계백’ 조재현, 다리 부상에도 투혼 강행.[3][4]

## 수상
- 2011년 MBC 연기대상 여자 신인상 효민
- 2011년 MBC 연기대상 남자 PD상 최종환
- 2011년 MBC 연기대상 여자 PD상 송지효

## 시청률
아래의 파란색 숫자는 '최저 시청률'이고, 빨간색 숫자는 '최고 시청률'입니다. 시청률조사회사와 지역별로 시청률에 차이가 있을 수 있습니다.
| 2011년 | 2011년    | 2011년         | 2011년       | 2011년         | 2011년       |
| 회차   | 방송일    | TNmS 시청률    | TNmS 시청률  | AGB 시청률     | AGB 시청률   |
| 회차   | 방송일    | 대한민국(전국) | 서울(수도권) | 대한민국(전국) | 서울(수도권) |
| ------ | --------- | -------------- | ------------ | -------------- | ------------ |
| 제1회  | 7월 25일  | 7.5%           | 9.6%         | 10.6%          | 12.6%        |
| 제2회  | 7월 26일  | 8.6%           | 11.0%        | 11.0%          | 12.2%        |
| 제3회  | 8월 1일   | 9.3%           | 11.3%        | 10.1%          | 11.4%        |
| 제4회  | 8월 2일   | 9.6%           | 12.2%        | 11.5%          | 13.2%        |
| 제5회  | 8월 8일   | 10.7%          | 12.0%        | 13.2%          | 14.2%        |
| 제6회  | 8월 9일   | 11.2%          | 12.5%        | 13.5%          | 14.8%        |
| 제7회  | 8월 15일  | 10.3%          | 13.2%        | 13.5%          | 14.9%        |
| 제8회  | 8월 16일  | 10.8%          | 13.2%        | 14.1%          | 15.6%        |
| 제9회  | 8월 22일  | 11.7%          | 12.9%        | 14.3%          | 16.1%        |
| 제10회 | 8월 23일  | 12.0%          | 13.6%        | 14.1%          | 16%          |
| 제11회 | 8월 29일  | 10.9%          | 12.9%        | 13.7%          | 15.8%        |
| 제12회 | 8월 30일  | 10.9%          | 13.4%        | 13.6%          | 15.7%        |
| 제13회 | 9월 5일   | 10.5%          | 12.5%        | 12.9%          | 14.7%        |
| 제14회 | 9월 6일   | 10.4%          | 12.6%        | 13.0%          | 14.2%        |
| 제15회 | 9월 12일  | 7.9%           | 9.6%         | 10.0%          | 10.9%        |
| 제16회 | 9월 13일  | 9.7%           | 11.0%        | 11.6%          | 13.1%        |
| 제17회 | 9월 19일  | 9.6%           | 11.6%        | 12.1%          | 13.1%        |
| 제18회 | 9월 20일  | 11.1%          | 13.4%        | 12.8%          | 14.2%        |
| 제19회 | 9월 26일  | 10.0%          | 11.4%        | 11.8%          | 13.1%        |
| 제20회 | 9월 27일  | 9.9%           | 12.0%        | 11.6%          | 12.4%        |
| 제21회 | 10월 3일  | 9.6%           | 11.3%        | 10.9%          | 11.6%        |
| 제22회 | 10월 4일  | 10.1%          | 12.1%        | 11.0%          | 12.3%        |
| 제23회 | 10월 10일 | 8.9%           | 11.8%        | 10.1%          | 11.5%        |
| 제24회 | 10월 11일 | 11.6%          | 13.9%        | 12.8%          | 14.4%        |
| 제25회 | 10월 17일 | 10.3%          | 13.5%        | 13.5%          | 14.9%        |
| 제26회 | 10월 18일 | 11.0%          | 12.4%        | 12.9%          | 14.8%        |
| 제27회 | 10월 24일 | 11.3%          | 13.8%        | 13.1%          | 14.8%        |
| 제28회 | 10월 25일 | 10.7%          | 12.7%        | 13.3%          | 15.1%        |
| 제29회 | 10월 31일 | 9.4%           | 12.3%        | 11.5%          | 12.7%        |
| 제30회 | 11월 1일  | 11.0%          | 13.2%        | 11.5%          | 11.7%        |
| 제31회 | 11월 7일  | 9.5%           | 10.5%        | 11.0%          | 12.3%        |
| 제32회 | 11월 8일  | 9.8%           | 10.1%        | 11.8%          | 13.4%        |
| 제33회 | 11월 14일 | 9.2%           | 10.6%        | 11.8%          | 12.7%        |
| 제34회 | 11월 15일 | 9.8%           | 10.8%        | 11.2%          | 12.7%        |
| 제35회 | 11월 21일 | 10.3%          | 11.6%        | 12.3%          | 14.4%        |
| 제36회 | 11월 22일 | 11.0%          | 13.0%        | 13.0%          | 14.9%        |

## 연장
- 2011년 11월 10일 : 계백 방영 분량이 30부작에서 6회 연장되어 36부작으로 변경. 확정되었다.

## 경쟁 프로그램
- 무사 백동수 (SBS)
- 천일의 약속 (SBS)
- 스파이 명월 (KBS 2TV)
- 포세이돈 (KBS 2TV)
- 브레인 (KBS 2TV)

## 같이 보기
- 주몽 (드라마)
- 근초고왕 (드라마)
- 광개토태왕 (드라마)
- 서동요 (드라마)
- (삼국기)